# Musée de la céramique - Centre de création

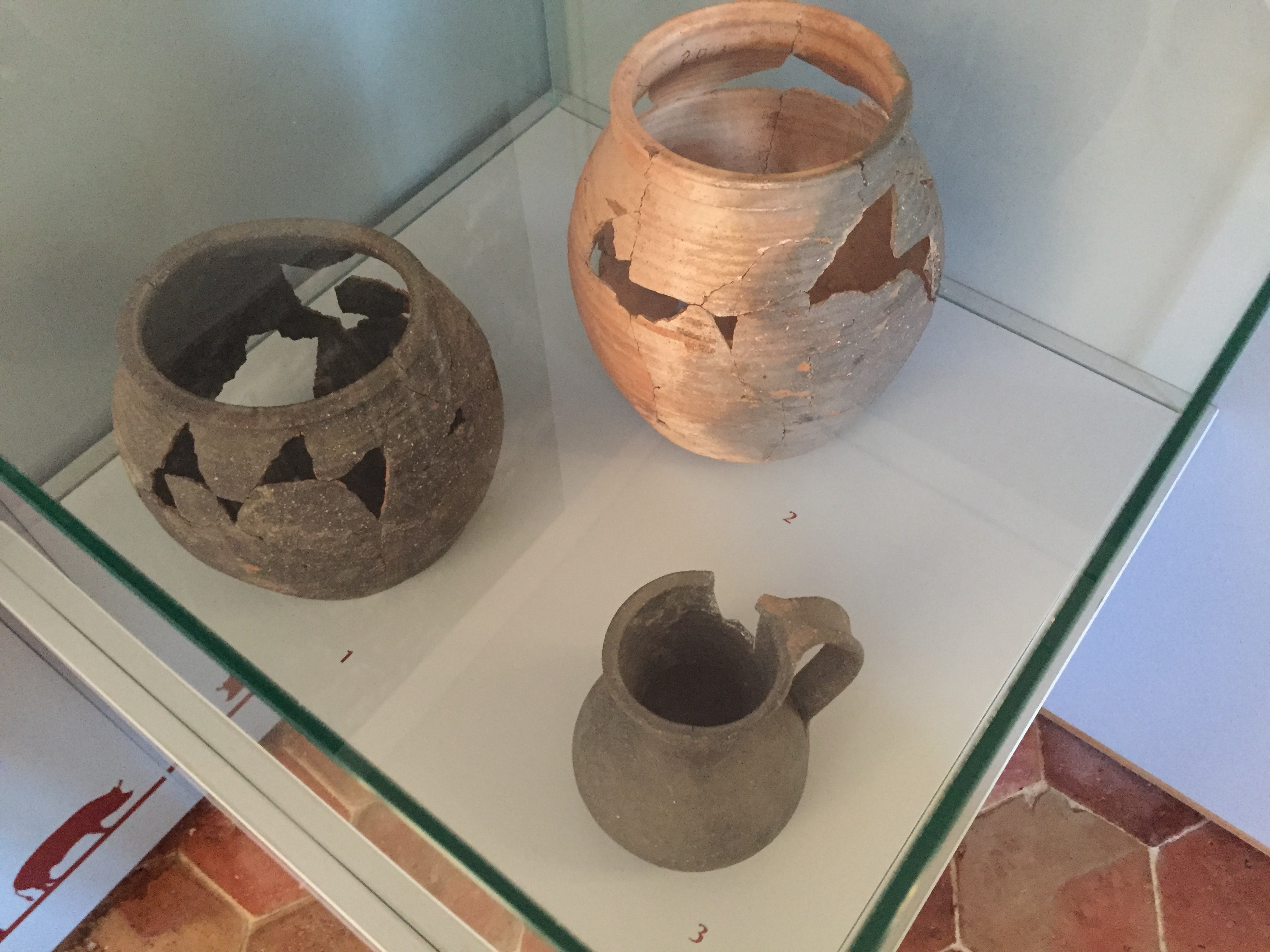
Les protogrès trouvés dans les fours médiévaux du Mortainais présentés au Musée de la poterie normande

Le musée de la céramique de Ger témoigne de l’activité florissante que fut la poterie dans les campagnes de Normandie. Au sein du hameau du Placître, un ancien village de potiers, il propose de suivre les différentes étapes de fabrication des poteries et retrace la mise en place progressive de l’industrie potière à Ger. Du XIVe au début du XXe siècle, des familles de potiers se succèdent sur toute la commune, faisant de celle-ci l’un des principaux centres potiers de Basse-Normandie . À son apogée au XIXe siècle, Ger est un centre potier qui occupe plus de 700 ouvriers produisant principalement des pots en grès exportés dans tout l’ouest de la France.

## Histoire
Depuis le XIVe siècle, sans doute attirés par la présence de gisements d’une argile grésante et la proximité d’une forêt généreuse en coupe de bois (forêt de la Lande Pourrie ), des générations de potiers ont produit des pots utilitaires en grès et, dès le XVIe siècle, se sont regroupés sur le territoire de l'actuelle commune de Ger. Cette production a duré jusqu'en 1928. Cuits à plus de 1 200 degrés, les pots faits à partir de l’argile du Domfrontais deviennent parfaitement imperméables. Selon MM. Gilles et Veau dans leur essai, la production de poterie « normale » remonterait même à la période gallo-romaine.
Dès le Moyen Âge, les pots en grès sont omniprésents dans la vie quotidienne principalement pour conserver les aliments et aussi pour ranger, écrire, prier ou s’amuser. Les potiers de Ger, structurés en confrérie, développent une proto-industrie très efficace. Ils produisent en très grandes quantités des pots en grès parfaitement imperméables.
Au XVIIIe siècle, un regroupement des potiers de Ger profite à quelques familles autour d’un nouveau type de four, de très grande taille, qui réunit dans une même construction les deux grands types de fours à flamme directe connus : le four tunnel et le four à chambres superposées.
L’artisanat potier se rapproche alors d’une véritable industrie rurale : le maximum de cette activité sur la commune de Ger se situe dans la première moitié du XIXe siècle, avec vingt-et-un établissements qui embauchent presque 700 personnes.
Au Placître, hameau qui sert aujourd’hui de cadre au musée de la poterie normande, deux familles se partagent le site aux XVIIIe et début XIXe siècles : les Véron et les Esneu.
À cette époque, des liens se nouent entre Ger et Quimper.
Au XIIIe siècle, il partait environ 100 000 pots de beurre du seul port d'Isigny, alors que Ger avait le quasi-monopole des contenants de cette activité. 
Puis l’activité potière à Ger périclite au début du XXe siècle à cause de l’apparition de nouveaux matériaux pour la conservation, du coût trop élevé du transport et du manque de main d’œuvre. Elle s’éteint après la fermeture de la poterie Théot en 1927.
À partir de 1988, le conseil général de la Manche, dans le cadre du réseau départemental des sites et musées de la Manche procède à dix années d’acquisitions successives, de remise en état des bâtiments et enfin d’aménagement des abords. Pour mener à bien cette tâche délicate de réhabilitation aussi rigoureuse que possible, il fallut procéder à des recherches archéologiques et historiques sur le site, rassembler documents et photographies.
Une collection de plus de 3 000 pièces représentatives de la production de Ger mais aussi des divers centres potiers de Basse-Normandie est constituée. Elle est présentée au public depuis 1997.

## La matière
L'argile prélevée dans les marais de l'Égrenne, autour de Rouellé, est une argile grésante contient de 4 à 5 % de Fe2O3, ce qui est à rapprocher du nom de la forêt proche et de ses mines de fer : la forêt de Bourberouge. Cuits entre 1 150 et 1 300 degrés, certains de ses composants se vitrifient en surface rendant celle-ci imperméable. Les pots faits à partir de l’argile deviennent parfaitement imperméables sans nécessiter de traitement supplémentaire type glaçure ou autre. Utilisés pour le transport de denrées alimentaires, liquides ou beurres par exemple, ils ont été exportés dans toute la France et même aux États-Unis en ce qui concerne les beurres fins d'Isigny.

## Visite du musée et du village potier
La muséographie et la scénographie du musée ont été entièrement refaites entre 2015 et 2017. Elles tiennent compte de dernières recherches historiques sur les potiers de l'Ouest normand, présentent les poteries utilitaires vernissées et de grès produites en Normandie, repositionnent les poteries dans le contexte de leur production et de leur utilisation, analysent les techniques et les difficultés de fabrication et valorisent les dernières acquisitions de la collection du musée.

### L'ancienne grange:  «les pots et leurs usages»
Les ateliers potiers de Ger constituent une véritable industrie rurale innovante en Normandie : invention d'un four mixte permettant de cuire 30 m3 de deux types de poteries en une seule cuisson, production de drains pour équiper des villes de l’Ouest de la France (Rennes, Vannes, Dol, etc.) aux XVIe et XVIIe siècles ; production de plus de 100 000 pots à beurre/an pour les commissionnaires d’Isigny au XVIIIe siècle. Ceux-ci sont indispensables pour soutenir l’industrie et le commerce de la crème et du beurre normands, dans tout l’Ouest de la France et jusqu’au Nouveau Monde. Mais l’évolution des pratiques agricoles et celle des matériaux de conditionnement dès le début du XXe siècle sonnent la fin de l’âge d’or de la poterie utilitaire.
La scénographie (250 m2) retrace cette riche histoire à travers la présentation de plus de 300 objets, du banal pot à beurre produit en série à la pièce d’exception. Elle met en lumière les collections départementales, enrichies de collections empruntées à des particuliers ou des musées régionaux : poteries de Ger mais aussi du Cotentin, du Bessin et de la normandie orientale. Photographies, affiches publicitaires, jeux pour les enfants donnent aussi à comprendre les usages de tous ces pots, replacés dans le contexte économique et social.

### La maison de maître: «la communauté des potiers de Ger»
La maison du maître potier, la plus belle du village, avec sa salle commune meublée de la fin du XIXe, atteste de l’organisation hiérarchisée, presque industrielle, de cet artisanat. Un maître potier pouvait avoir une quarantaine d’ouvriers à son service, hommes et femmes, avec pour chacun une tâche bien précise.
La maison du maître potier présente les conditions géographiques (ressources naturelles : eau, bois, terre grésante), juridiques et sociales (féodalité, confrérie), démographiques (population importante et industrieuse) qui ont permis l’existence, du XIVe au XIXe siècle, d’un modèle économique industriel et rural d’Ancien Régime. L’industrie est alors la transformation à très grande échelle, selon un travail manuel, des matières premières en produits fabriqués.

### La filière de fabrication et l'atelier
La cour du potier, le séchoir, les trois fours-tunnels et un ancien atelier présentent la filière de production de la carrière d'argile à la commercialisation des pots ainsi que les techniques et les contraintes de fabrication. 
Dans l’atelier du maître-potier reconstitué, les visiteurs peuvent appréhender de manière complète et pédagogique, les différentes phases de fabrication des pots, du « pourrissage » de l’argile au défournement des pièces, en passant par les délicates étapes de l'enfournement et de la cuisson. Matières premières, outils de tournage, pièces de cuisson ratée permettent de se plonger dans le quotidien de l’atelier.
Les potiers de Ger ont inventé un four mixte, probablement mis au point au milieu du XVIIIe siècle : ces constructions massives (30 m3 de laboratoire) combinent le tunnel à tirage horizontal, destiné à la cuisson des grès qui exige une température de l’ordre de 1 200 à 1 300 °C, et deux chambres de cuisson superposées, à tirage vertical, pour celle des autres terres cuites non grésées, tuiles, briques et pavés et dont la température de cuisson ne devait pas dépasser 1 000 à 1 100 °C. La fouille archéologique de deux des trois fours-tunnels implantés sur le site réalisée entre 1987 et 1990 par Philippe Bernouis, Bruno Fajal et François Fichet de Clairefontaine, puis la reconstitution du dernier four ayant fonctionné ont révélé la partie la plus spectaculaire de la sauvegarde de ce site de fabrication.
Plus loin, la boulangerie, mais aussi le tour et le pressoir à cidre, rappellent que les potiers de Ger avaient d’autres activités, qu’ils étaient aussi paysans, surtout quand les rigueurs du climat rendaient les routes impraticables, la terre trop dure et les températures au four à pots plus difficiles à contrôler.

### La céramique contemporaine
L'étage de la grange a été aménagé en lieu permanent d’exposition pour des artistes céramistes contemporains : y est présentée de manière permanente une sélection des céramiques contemporaines « Du pot à l'Art» issue de la collection du musée et de celle du Fonds régional d’art contemporain.

## Un lieu consacré aux partenariats en faveur du développement social et économique du territoire
Le musée de la céramique constitue un centre de création céramique qui développe des actions éducatives envers les jeunes et les publics éloignés des pratiques culturelles. Il participe aussi aux métiers des techniques et des savoir-faire liés à la pratique de la céramique en travaillant avec les potiers professionnels et amateurs. Dans une des maisons de maître de cet ancien hameau potier, un atelier-pépinière céramique est créé en 2015.
Deux ateliers éducatifs, dont l'un datant du XVIe siècle, permettent l'accueil régulier de stagiaires issus de différentes écoles et centres de formation de céramique en France. L’Association de céramistes professionnels et amateurs « Terres d’échange », créée en 2011, y développe également de nombreux stages avec les interventions de céramistes contemporains (Dalloun, Mathieu Lievois, Mami Kato, Thierry Luang Rath, Beatriz Trepat, Dany Jung, etc).
Les partenariats sur le territoire ont pour but, l’animation d’un territoire rural ainsi que l’implication dans la vie culturelle et sociale de ce territoire :
- Autour de la fête annuelle chaque dernier week-end d'août qui attire de nombreux visiteurs et environ trente céramistes professionnels et amateurs[11].
- Grâce à la présence d'une boulangerie traditionnelle fonctionnant au bois qui permet toute l'année des cuissons hebdomadaires de pain par un artisan bio indépendant[11].
- Dans un ancien bâtiment agricole ayant servi de pressoir à cidre, ont été aménagées deux salles de réunions, un bar et une cuisine qui permettent d'offrir un équipement complet pour l'organisation de visites pédagogiques[11],[16], d'ateliers de cuisine thématique et de réunions à caractère touristique ou culturel.

L’association « Généalogie Et HistoiRe » regroupe plus d'une centaine de personnes dont les aïeux étaient originaires de Ger, en particulier des familles de potiers qui ont développé un partenariat solide avec le musée autour d'exposition et d'animations régulières depuis 2004.
L'« Association des amis de la poterie de Ger », qui fut à l'origine de la création du musée dans les années 1980 et 1990 sous la présidence de Francine Aguiton, continue elle aussi à collaborer avec le musée dans le but de mieux connaître, préserver et  valoriser l’histoire et le patrimoine potier dans le Mortainais/Domfrontais, d'aider à la gestion et la valorisation des collections de poteries de Ger, de structurer un réseau d'acteurs de la céramique avec les associations, les collectionneurs et les musées concernés.
L'association "Terres d'échange" qui a pour objet de faire connaître et promouvoir la céramique, réunit entre vingt et trente céramistes, professionnels et amateurs. Elle organise des activités autour de la céramique, au musée et ailleurs: expositions, ateliers de création, stages pour amateurs ou professionnels, cuissons éphémères...